# Baimhofen
Baimhofen ist ein Gemeindeteil des Marktes Dombühl im Landkreis Ansbach (Mittelfranken, Bayern). Baimhofen liegt in der Gemarkung Kloster Sulz.

## Geographie
Der Weiler liegt an der Sulzach. Im Nordosten befindet sich der Rothenberg, der eine Erhebung der Sulzachrandhöhen ist, die wiederum einen Abschnitt der Frankenhöhe bilden. Im Norden liegt das Lauberfeld. Gemeindeverbindungsstraßen führen nach Binsenweiler (1,6 km südwestlich), nach Bortenberg (1 km nordwestlich) und nach Vehlberg zur Kreisstraße AN 36 (1 km südöstlich).

## Geschichte
Baimhofen lag im Fraischbezirk des ansbachischen Oberamtes Feuchtwangen. 1732 gab es 5 Anwesen und 1 Gemeindehirtenhaus. Das Klosterverwalteramt Sulz war Dorf- und Gemeindeherr sowie Grundherr sämtlicher Anwesen. An diesen Verhältnissen hatte sich bis zum Ende des Alten Reiches nichts geändert. Von 1797 bis 1808 unterstand der Ort dem Justiz- und Kammeramt Feuchtwangen.
Mit dem Gemeindeedikt (frühes 19. Jahrhundert) wurde Baimhofen dem Steuerdistrikt Dombühl und der Ruralgemeinde Kloster Sulz zugeordnet. Im Zuge der Gebietsreform in Bayern wurde Baimhofen am 1. April 1971 nach Dombühl eingemeindet.

## Einwohnerentwicklung
| Jahr      | 001818 | 001840 | 001861 | 001871 | 001885 | 001900 | 001925 | 001950 | 001961 | 001970 | 001987 |
| Einwohner | 42     | 46     | 38     | 38     | 35     | 33     | 38     | 42     | 31     | 34     | 33     |
| Häuser    | 7      | 6      |        |        | 7      | 6      | 5      | 5      | 6      |        | 7      |
| Quelle    | [ 9 ]  | [ 10 ] | [ 11 ] | [ 12 ] | [ 13 ] | [ 14 ] | [ 15 ] | [ 16 ] | [ 17 ] | [ 18 ] | [ 1 ]  |

## Religion
Der Ort ist seit der Reformation evangelisch-lutherisch geprägt und bis heute nach St. Maria (Kloster Sulz) gepfarrt. Die Einwohner römisch-katholischer Konfession sind nach Kreuzerhöhung (Schillingsfürst) gepfarrt.